# Pierre Jean Robiquet
Pierre Jean Robiquet (ur. 13 stycznia 1780 w Rennes, zm. 29 kwietnia 1840 w Paryżu) – francuski chemik i farmaceuta. Zapoczątkował prace nad aminokwasami białkowymi dzięki identyfikacji i wydzieleniu w 1806 ze szparagów pierwszego z nich, który nazwał asparaginą (odkrycia dokonał wraz z Louisem Nicolasem Vauquelinim). Pierre Jean Robiquet był jednym z ojców współczesnej farmacji dzięki odkryciu i wydzieleniu (w 1832) kodeiny, związku aktywnego leków przeciwbólowych.
W 1810 opisał kantarydynę, otrzymaną w postaci czystej z wydzieliny chrząszcza gatunku pryszczel lekarski, drugi po morfinie (1804) czysty związek chemiczny o właściwościach leczniczych, w 1817 roku odkrył narkotynę, w 1821 roku wyizolował czystą kofeinę (niezależnie od innych badaczy, kofeina została opisana dwa lata wcześniej przez Friedricha Ferdinanda Rungego), w 1826 wraz z Jeanem Jaques’em Colinem wyizolował czyste barwniki: alizarynę i purpurynę oraz ich prekursor kwas ruberytrynowy, w 1829 zidentyfikował orcynol (3,5-dihydroksytoluen) – składnik do produkcji barwników, w 1830 wraz z Antoine’em François Boutron-Charlardem otrzymał czystą amigdalinę (jednak zaproponowana struktura zawierała błąd, poprawnej identyfikacji uczeni dokonali w 1937 roku), a w 1832 odkrył i wydzielił kodeinę.